# Instituto do Desporto (Macau)
O Instituto do Desporto (em chinês:  體育局) é um instituto público de autonomia administrativa, responsável pelo desenvolvimento do desporto em Macau. Foi estabelecido em 1987 como Instituto dos Desportos de Macau (em chinês:  澳門體育總署) pelo decreto-lei n.º 28/87/M de 18 de maio. Em 2013 recebeu o prémio The Triple AC Pioneer Award da Associação Internacional do Desporto para Todos (TAFISA).